# Шаблон-картка
Шаблон-картка — шаблон, який використовують для систематизованого накопичення й відтворення інформації про певний предмет, наприклад, документ. Шаблон-картка теж є різновидом структурованого документа, який містить набір пар параметр—значення, а у Вікіпедії — резюме інформації про тему конкретної статті. Таким чином, шаблони-картки можна в певному сенсі порівняти з таблицями даних. Якщо шаблон-картка подається в межах більшого документа, який він резюмує, він часто відтворюється у форматі бічної панелі.
Шаблон-картку можна додати до іншого документа шляхом трансклюзії в такий документ і заповнення деяких або й усіх пар параметр—значення, релевантних для поточного документа. Така дія знана як «параметризація».

## У Вікіпедії
- Шаблон Вікіпедії зі стислою тривіальною інформацією про предмет статті.[3]